# پائولتا ماگونی
پائولتا ماگونی (ایتالیایی: Paoletta Magoni؛ زادهٔ ۱۴ سپتامبر ۱۹۶۴) اسکی‌باز آلپاین اهل ایتالیا بود.